# Освајачи олимпијских медаља у атлетици — 5.000 метара за жене
Освајачице олимпијских медаља у атлетици у дисциплини 5.000 метара за жене, која је на програму игара од 1996. у Атланти, приказане су са постигнутим резултатима у следећој табели. Ова дисциплна је након Олимпијских игара 1992. заменила трку на 3.000 м за жене.
| Дисциплина                  |                           |             |                           |          |                           |          |
| Атланта 1996. детаљи        | Ванг Ђунсја · Кина        | 14:59,88 ОР | Паулина Конга · Кенија    | 15:03,49 | Роберта Брунет · Италија  | 15:07,52 |
| Сиднеј 2000. детаљи         | Габријела Сабо · Румунија | 14:40,79 ОР | Соња О'Саливан · Ирска    | 14:41,02 | Гете Вами · Етиопија      | 14:42,23 |
| Атина 2004. детаљи          | Месерет Дефар · Етиопија  | 14:45,65    | Изабела Очичи · Кенија    | 14:48,19 | Тирунеш Дибаба · Етиопија | 14:51,83 |
| Пекинг 2008. детаљи         | Тирунеш Дибаба · Етиопија | 15:41,40    | Елван Абејлегесе · Турска | 15:42,74 | Месерет Дефар · Етиопија  | 15:44,12 |
| Лондон 2012. детаљи         | Месерет Дефар · Етиопија  | 15:04,25    | Вивијан Черијот · Кенија  | 15:04,73 | Тирунеш Дибаба · Етиопија | 15:05,15 |
| Рио де Жанеиро 2016. детаљи | Вивијан Черијот · Кенија  | 14:26,17 ОР | Хелен Обири · Кенија      | 14:29,77 | Алмаз Ајана · Етиопија    | 14:33,59 |
| Токио 2020. детаљи          | Сифан Хасан Холандија     | 14:36,79    | Хелен Обири · Кенија      | 14:38,36 | Гудаф Цегај · Етиопија    | 14:38,87 |
| Париз 2024. детаљи          | Беатрис Чебет Кенија      | 14:28,56    | Фејт Кипјегон Кенија      | 14:29,60 | Сифан Хасан Холандија     | 14:30,61 |
| Лос Анђелес 2028.           |                           |             |                           |          |                           |          |

## Биланс медаља на 5.000 м за жене
| Ранг | Држава          | Злато | Сребро | Бронза | Укупно |
| ---- | --------------- | ----- | ------ | ------ | ------ |
| 1.   | Етиопија        | 3     | 0      | 6      | 9      |
| 2.   | Кенија          | 2     | 6      | 0      | 8      |
| 3.   | Холандија       | 1     | 0      | 1      | 2      |
| 4.   | Кина            | 1     | 0      | 0      | 1      |
| 4.   | Румунија        | 1     | 0      | 0      | 1      |
| 6.   | Ирска           | 0     | 1      | 0      | 1      |
| 6.   | Турска          | 0     | 1      | 0      | 1      |
| 8.   | Италија         | 0     | 0      | 1      | 1      |
|      | Укупно 8 земаља | 8     | 8      | 8      | 24     |